# 田村徳治
田村 徳治（たむら とくじ、1886年7月14日 - 1958年11月25日）は、日本の行政学者・政治学者。蠟山政道と並ぶ日本の行政学創始者の一人。博士（法学）（京都帝国大学）。

## 来歴
秋田県鹿角郡花輪町（現在の鹿角市）生まれ。秋田師範学校では土田誠一・菊地寅七とともにクラスの三羽烏に数えられた。4年間級長を務め、1907年卒業。1913年、東京高等師範学校英語科卒業。1916年、京都帝国大学法科大学卒業、京都帝国大学大学院（旧制）特別研究生。
のちに、京都帝国大学法学部助手。1920年、京都帝国大学法学部助教授に就任。1922年、ドイツ・イギリス・フランス・アメリカに2年間留学。1924年、京都帝国大学法学部教授に就任。1932年、滝川事件にともなって京都帝国大学を退職。1934年、関西学院大学法文学部教授に就任。1934年、立命館大学非常勤講師。1940年、関西学院大学を辞職。1941年、同志社大学法学部教授、同志社大学文化研究所長。1947年、財団法人中京法律学校（現・中京法律専門学校）客員講師（～1951年）。1948年、関西大学や立命館大学で非常勤講師を務めた。1951年、関西学院大学法学部教授として復帰。
1958年3月、定年退職。

## 主著
- 『思想財産の移入の原理』（大村書店 1922年）
- 『行政學と法律學』（弘文堂書房 1925年）
- 『思想問題解決の合理的基礎』（弘文堂 1927年）
- 『行政機構の基礎原理』（弘文堂書房 1938年）
- 『大東亞建設理念とその實現』（湯川弘文社 1944年）
- 『政治哲学』（有信堂 1952年）
- 『理論行政学』（中央書房 1971年）